# Alicia (imię)
Alicia – imię żeńskie pochodzenia hiszpańskiego. 
Alicia imieniny obchodzi 11 czerwca
Znane osoby o imieniu Alicia:
- Alicia Keys – amerykańska piosenkarka, autorka tekstów, pianistka, producentka muzyczna
- Alicia Silverstone – amerykańska aktorka, modelka, producentka, autorka i aktywistka
- Alicia Vikander – szwedzka aktorka